# Xanthorrhoeaceae
Xanthorrhoeaceae is een botanische naam, voor een familie van eenzaadlobbigen. Een familie onder deze naam wordt vrij algemeen erkend door systemen voor plantentaxonomie, al wil de omschrijving nogal variëren.
In het APG II-systeem (2003) zijn er twee omschrijvingen mogelijk voor deze familie:
- in engere zin (alleen het geslacht Xanthorrhoea)
- in bredere zin (inclusief de planten die anders de families Asphodelaceae en Hemerocallidaceae vormen.

In het APG III-systeem (2009) wordt gekozen voor een ruime omschrijving. In een begeleidend artikel worden drie onderfamilies onderscheiden (die dan qua omschrijving overeenkomen met wat in APG II drie aparte families konden zijn): Asphodeloideae, Hemerocallidoideae en Xanthorrhoeoideae. In het geval van deze laatste onderfamilie is de naam ter plaatse nieuw gepubliceerd.
In het verleden kende de familie nog weer een ander omschrijving: ze omvatte alle zogenaamde "grasbomen" (zie ook Dasypogonaceae). Het genus Xanthorrhoea omvat enkele tientallen soorten, die voorkomen in Australië. Het zijn aansprekende planten, die in Australië ook wel bekend zijn als "blackboys".
De plaatsing in het Cronquist systeem (1981) was in de orde Liliales.